# Selecció sexual

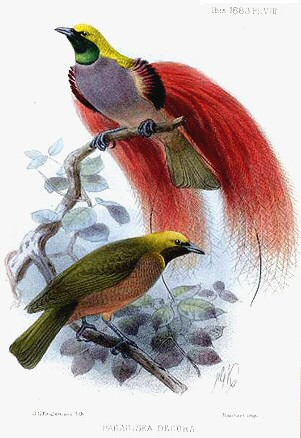
Dimorfisme sexual en l'ocell del paradís de Goldie (mascle a dalt i femella a baix)

La selecció sexual és un concepte clau de la teoria de l'evolució encunyat per Charles Darwin en el seu llibre L'origen de les espècies per explicar el desenvolupament de caràcters sexuals secundaris en els éssers vius que semblaven no respondre a la selecció natural, és a dir, a la supervivència del més adaptat. En línies generals, postula que certs trets presents són el resultat de la competència entre individus d'un mateix sexe per l'accés a la còpula (selecció intrasexual) i de la selecció per part d'un dels sexes, usualment les femelles, d'individus del sexe oposat (selecció intersexual).
Aquest mecanisme evolutiu es relaciona directament amb el dimorfisme sexual i la presència de trets morfològics exagerats. Molts d'aquests trets morfològics arriben a suposar una minva en les capacitats adaptatives i de supervivència dels animals que els posseeixen. Per explicar el seu desenvolupament, dins de la selecció sexual, es postulen dues hipòtesis denominades «de Fisher» i «de l'hàndicap», concebudes per Ronald Fisher i Amotz Zahavi respectivament. La primera explica aquest desenvolupament exagerat de les estructures fisiològiques en un sexe per la identificació directa d'aquestes amb genomes superiors per part de les seves parelles sexuals. La segona de les hipòtesis indica que la presència de trets morfològics exagerats llasten la supervivència dels organismes que els manifesten; les seves parelles sexuals sentirien preferència per ells per ser capaços de sobreviure tot i el hàndicap que els suposen aquestes característiques.

## Generalitats

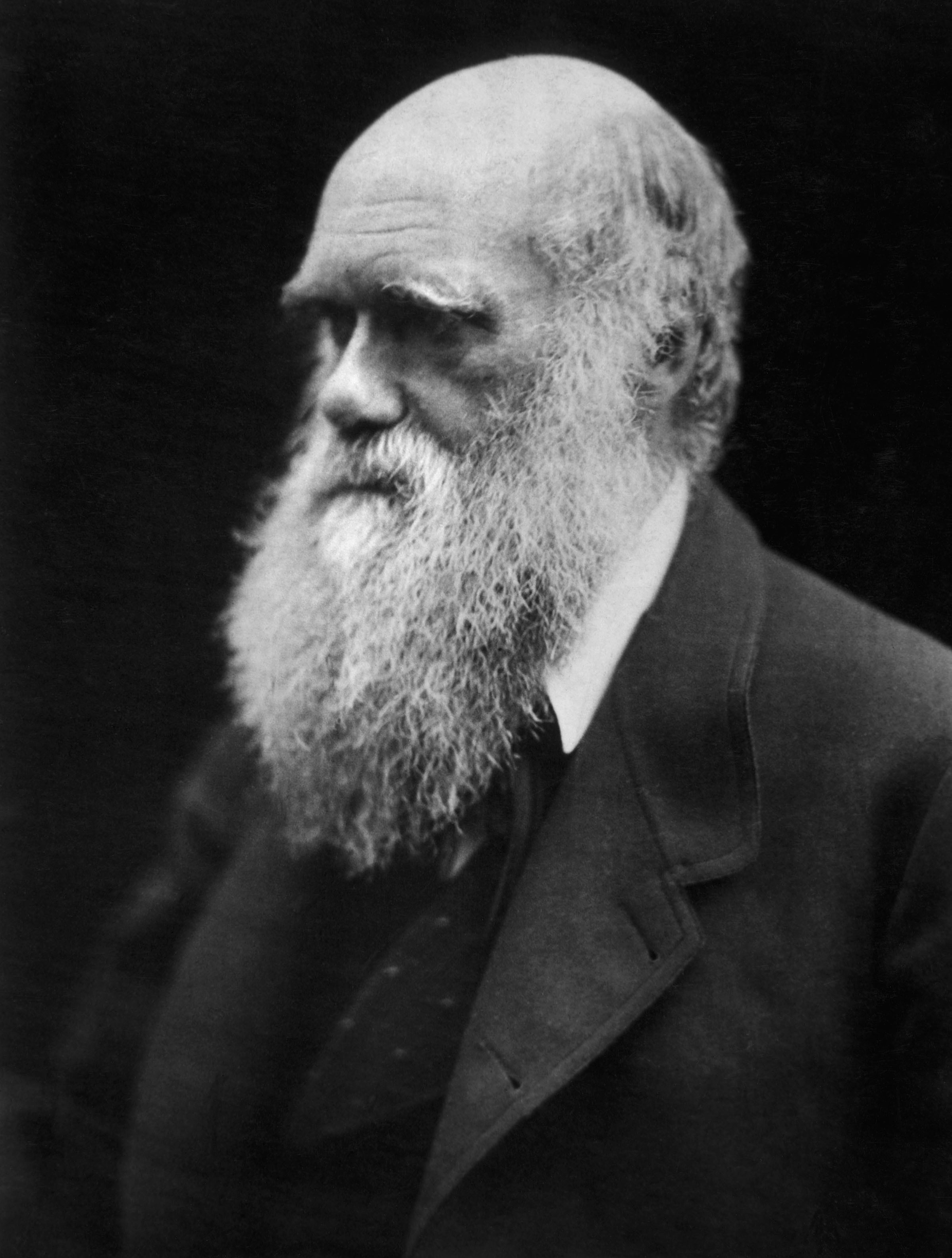
Charles Darwin el 1868

El desenvolupament del concepte de selecció sexual va ser una part molt important de l'obra de Charles Darwin a L'origen de les espècies, publicada el 1859, on l'autor li donava una gran importància dins de la selecció natural. Darwin explica mitjançant aquest mecanisme certs aspectes evolutius com ara el desenvolupament exagerat d'estructures anatòmiques o la presència de colors cridaners que semblaven no ajustar-se a la teoria de la selecció natural on els trets seleccionats per prevaler al llarg del temps eren aquells que augmentessin les probabilitats de supervivència. El naturalista britànic coneixia les idees de l'anatomista John Hunter sobre les diferències entre caràcters sexuals primaris, relacionats amb la còpula, i els secundaris, relacionats amb l'atracció entre sexes. Basant-se en això va definir la selecció sexual de tal manera que pogués explicar la presència d'aquestes característiques com a resultat d'una elecció per part d'un dels sexes encara que no va ser capaç de donar resposta per què els individus d'aquest sexe mostraven predisposició cap a aquestes característiques. El terme va ser ampliat per Darwin en un altre llibre, La descendència de l'home i sobre la selecció en relació amb el sexe de 1871, lligant més a l'evolució de l'espècie humana com a explicació per a l'existència de les diferents races.

La selecció sexual va ser interpretada en 1930 pel biòleg evolucionista Ronald Aylmer Fisher. La nova definició donada suposava que certs trets que en l'actualitat poden semblar poc avantatjosos per als organismes van aparèixer sent el contrari. Així, en un primer moment, l'elecció d'aquestes característiques tenia com a únic objectiu proveir a la descendència de diversos avantatges en taxa de supervivència. Aquesta major taxa de supervivència suposaria que gradualment les poblacions naturals fossin diferenciant-se per selecció natural, un sexe a posseir la característica i l'altre per tenir predisposició cap a ell. Amb el pas del temps, tots dos caràcters es van veure afavorits a retroalimentar un altre, arribant a superar l'objectiu inicial.
És raonable pensar que, igual que en la resta d'espècies animals, la selecció sexual hagi actuat en l'evolució de l'ésser humà en major o menor mesura. Darwin ja va assenyalar un probable origen de la varietat racial humana en la selecció sexual encara que avui dia es considera que aquest procés va ocupar un paper molt secundari a causa que els grups humans rarament s'han trobat aïllats genèticament, ja que ha existit un alt mestissatge al llarg de la seva evolució. També va apuntar a la selecció sexual com a responsable de la pèrdua de vell corporal de manera similar al que ha passat en altres primats. Diverses investigacions actuals relacionen les pautes humanes d'elecció de parella, conductes i preferències físiques amb la selecció de caràcters que confereixin avantatges genètics a la descendència o amb trets identificables amb estats de salut de la parella.

## Inversió parental

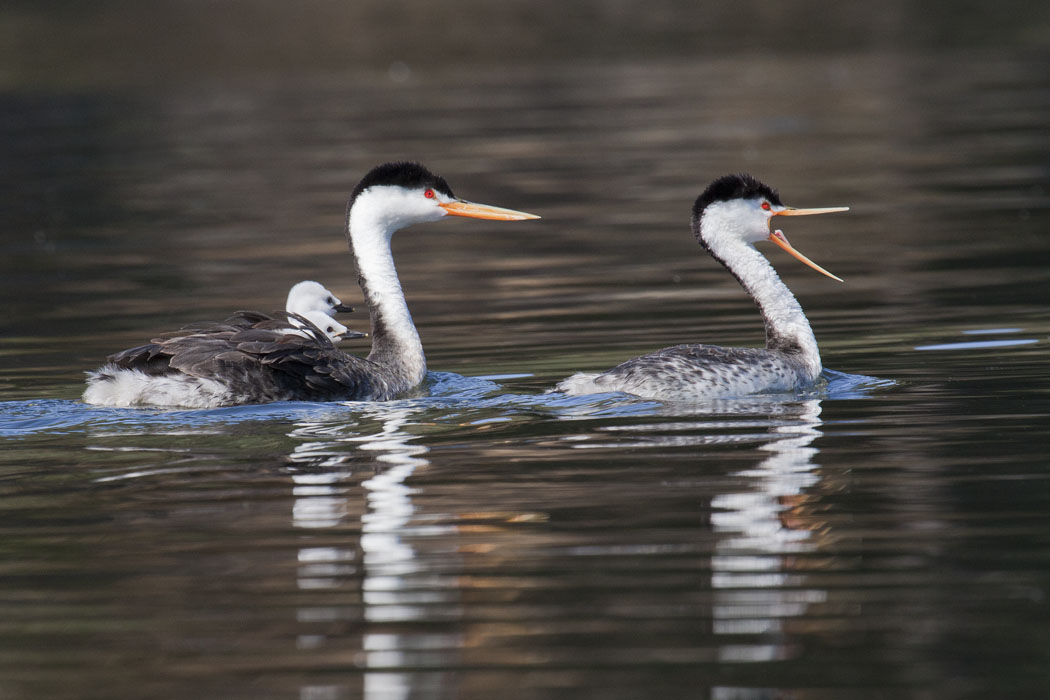
Parella de cabussó carablanc transportant les seves cries

La selecció sexual únicament es pot comprendre tenint present el concepte d'inversió parental considerant aquest com l'esforç biològic dut a terme per una parella d'una espècie per concebre i criar un descendent. El terme va ser àmpliament desenvolupat per l'investigador Robert Trivers, basant-se en els treballs previs sobre despesa parental de Ronald Fisher, per explicar la conducta sexual d'espècies animals.
En les espècies amb reproducció sexual heterogàmica cadascun dels parentals contribueix de forma no proporcionada a la creació de gàmetes. Generalment les femelles d'aquestes espècies produeixen una quantitat ínfima d'òvuls, això es tradueix en una quantitat limitada de descendents, ja que la disponibilitat d'òvuls es converteix precisament en el recurs limitant de la reproducció. D'aquesta manera la inversió parental de cada un dels sexes és desigual, així com la taxa potencial de reproducció, a causa que els costos de formació dels gàmetes femenines i el desenvolupament dels embrions són molt alts per a les femelles en comparació amb la producció de gàmetes masculines. A això cal sumar que les femelles també han d'invertir una gran quantitat de recursos en la criança dels seus descendents. Aquest esquema general és comú en la majoria de les espècies animals i principalment en les poligines, on cada mascle pot potencialment reproduir-se amb diverses femelles, mentre que els exemples de mascles que realitzen la major part de les cures parentals es dona en les espècies poliàndriques, on són les femelles les que tenen accés a diverses parelles reproductores. En les espècies monògames és usual que els dos parentals comparteixin els esforços en la cria existint una certa competència entre si per realitzar el menor treball possible augmentant l'esforç de l'altre.
D'aquesta manera sol acceptar que l'esforç parental, és a dir la contribució conjunta de tots dos sexes per al desenvolupament d'un descendent, recau en major mesura en un dels sexes, usualment, la femella. Alhora l'altre sexe, generalment el mascle, contribueix principalment en l'etapa anterior invertint en l'esforç d'aparellament, esforç per tenir la possibilitat d'apariar amb les escasses femelles. En conseqüència sol admetre que el parental que inverteix més en la reproducció serà el responsable de l'elecció de la seva parella per assegurar la seva pròpia inversió mentre que el que inverteix menys ha de competir per l'accés a la còpula.

## Proporcions sexuals

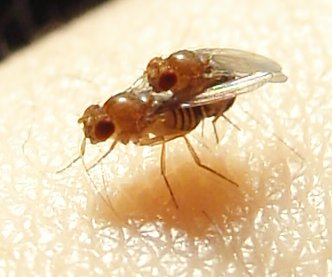
Aparellament de la mosca del vinagre

Un altre factor a tenir en compte per comprendre la selecció sexual és la proporció entre femelles i mascles en les poblacions naturals, la proporció de sexes, que sol ser proper a 1:1 amb igual nombre de descendents d'un i l'altre sexe, i resumit en el principi de Fisher (tot i que les diferències en la mortalitat entre mascles i femelles modifica aquesta proporció amb el pas del temps). La proporció de sexes influeix decisivament en la pressió de la selecció sexual en el sentit que estableix la intensitat de la competència per la còpula depenent de la quantitat de parelles sexuals disponibles.
Resulta complicat comprendre com l'evolució no ha afavorit proporcions diferents considerant que la capacitat reproductiva dels mascles és superior a la de les femelles. Una major quantitat de femelles suposaria major nombre d'individus en la següent generació atès que cada mascle podria fecundar a diverses d'elles. Diversos estudis han demostrat que un canvi en aquestes proporcions és, al contrari del que podria pensar-se, desfavorable per a les poblacions a causa de la seva inestabilitat a les mutacions. Suposem una espècie en què els mascles i les femelles estiguessin en proporció 1:3, el triple de femelles que de mascles, i cada aparellament donés lloc a un únic descendent. En ella cada mascle podria tenir almenys tres descendents en la primera generació i cada femella un. En aquesta situació una mutació qualsevol transmesa per un mascle passaria ràpidament a la població reduint gradualment la seva variabilitat genètica.
Ronald Fisher va proposar el 1930 que han d'existir mecanismes que permetin a una població amb les proporcions sexuals desplaçades respecte al seu òptim evolucionar a través del temps fins a recuperar-les independentment del sistema d'herència del sexe que posseís l'espècie, inclosa la determinació del sexe lligat a les condicions físiques durant el desenvolupament de l'embrió. Experiments desenvolupats amb la mosca del vinagre han demostrat que efectivament existeixen tals mecanismes, encara que es desconeix el seu funcionament, mitjançant l'estudi de l'evolució de la proporció de sexes en diferents poblacions. Igualment havien d'existir mecanismes mitjançant els quals les espècies en què la seva proporció de sexes òptima fos diferent de l'1:1 el mantinguessin al llarg del temps.

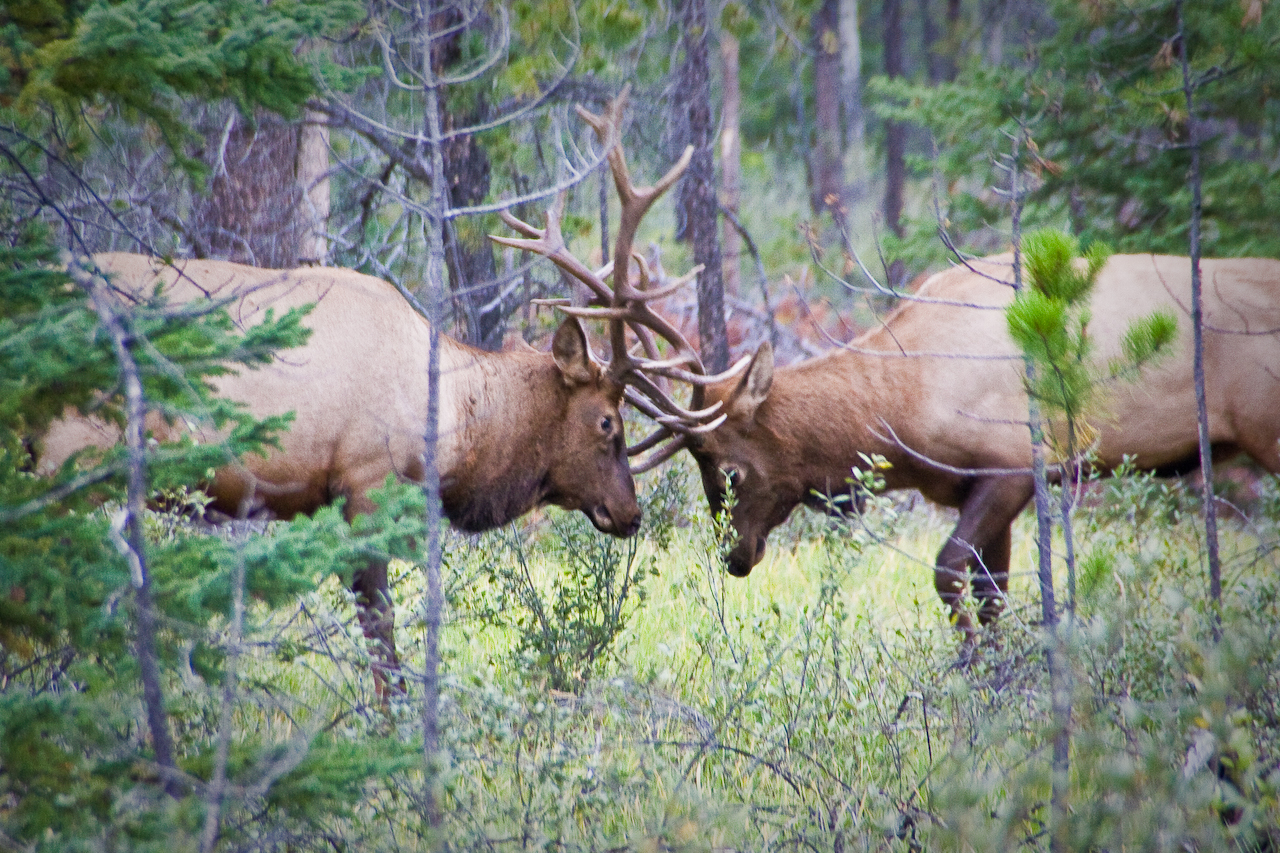
Combat entre mascles de cérvol comú per l'accés a les femelles

Exemples d'espècies amb les seves proporcions desplaçades respecte de l'1:1 poden ser les d'aquelles afectades per la competència local per l'aparellament, mecanisme que té lloc entre els mateixos germans per les femelles. Des del punt de vista dels progenitors atès que els seus descendents homes van a competir entre ells mateixos per les femelles i només una part d'ells podrà reproduir resultarà tant més favorable concentrar els esforços en produir femelles, totes les quals es reproduiran.
Un altre exemple podria ser el de la competència local pels recursos. Passa amb el gàlag de cua gruixuda, on són els mascles els que abandonen als seus pares mentre que les femelles romanen en el petit grup familiar. En aquest cas els descendents femella competeixen amb els seus parentals en la consecució d'aliments.
Els biaixos en les proporcions entre mascles i femelles no només són deguts a la capacitat futura dels descendents per aparellar-se sinó també per la capacitat dels mateixos pares en generar fills més competitius. En el cas del cérvol comú, la capacitat per copular amb les femelles està relacionada amb la força i salut física dels mascles. Aquests cérvols competeixen entre ells mitjançant lluites i demostracions físiques. La força d'aquests mascles dependrà de l'alimentació i les cures que els seus pares hagin pogut donar-los. Se sap que en aquesta espècie hi ha un biaix cap a la producció de mascles quan la femella que els produeix és la femella dominant del grup. En aquest cas la femella dominant produirà mascles millor desenvolupats i el balanç d'esforç en la seva cria serà positiu en reproduir-se aquests amb major probabilitat. Alhora, hi ha un biaix cap a la producció de femelles en els casos en què les seves mares no siguin les dominants, d'aquesta manera s'asseguren la reproducció dels seus descendents.

## Selecció intrasexual enfront de selecció intersexual
Les diferències en la inversió parental entre progenitors i en les proporcions sexuals tenen diverses conseqüències. D'una banda, l'individu del sexe que més inverteix en la reproducció ha d'estar segur que selecciona una parella sexual adequada per optimitzar la seva inversió. D'altra banda, els individus pertanyents al sexe majoritari en nombre o en capacitat reproductora han de competir entre si per la còpula. La intensitat de la selecció sexual és proporcional al grau de competència entre els individus pels aparellaments. Aquestes premisses són la base per a la diferenciació de dos mecanismes dins de la selecció sexual que solen actuar conjuntament, la selecció intrasexual i la selecció intersexual. La selecció intrasexual és aquella que afavoreix l'èxit reproductiu d'un sexe per competència directa amb individus del mateix sexe, per exemple afavorint trets que donin més capacitat per lluitar. La selecció intersexual és aquella que afavoreix els trets que augmenten l'èxit reproductiu en augmentar l'atracció sobre l'altre sexe.

### Selecció intrasexual
Dins de la competència entre individus del mateix sexe per l'accés als del sexe contrari tenen especial importància les lluites, ja siguin reals mitjançant l'ús d'estructures corporals a forma d'armes o bé siguin rituals, amb l'exposició davant el rival d'aquestes mateixes armes però sense arribar al combat. Aquests combats, en general duts a terme pels mascles, poden produir-se per l'accés a les femelles o per l'accés als llocs on aquestes es troben i generalment són més intenses a mesura que la femella es va mostrant més receptiva. Encara que són molt cridaners els exemples combatius duts a terme per molts grans mamífers, hi ha moltes altres variants d'aquesta competència de manera menys sagnant.

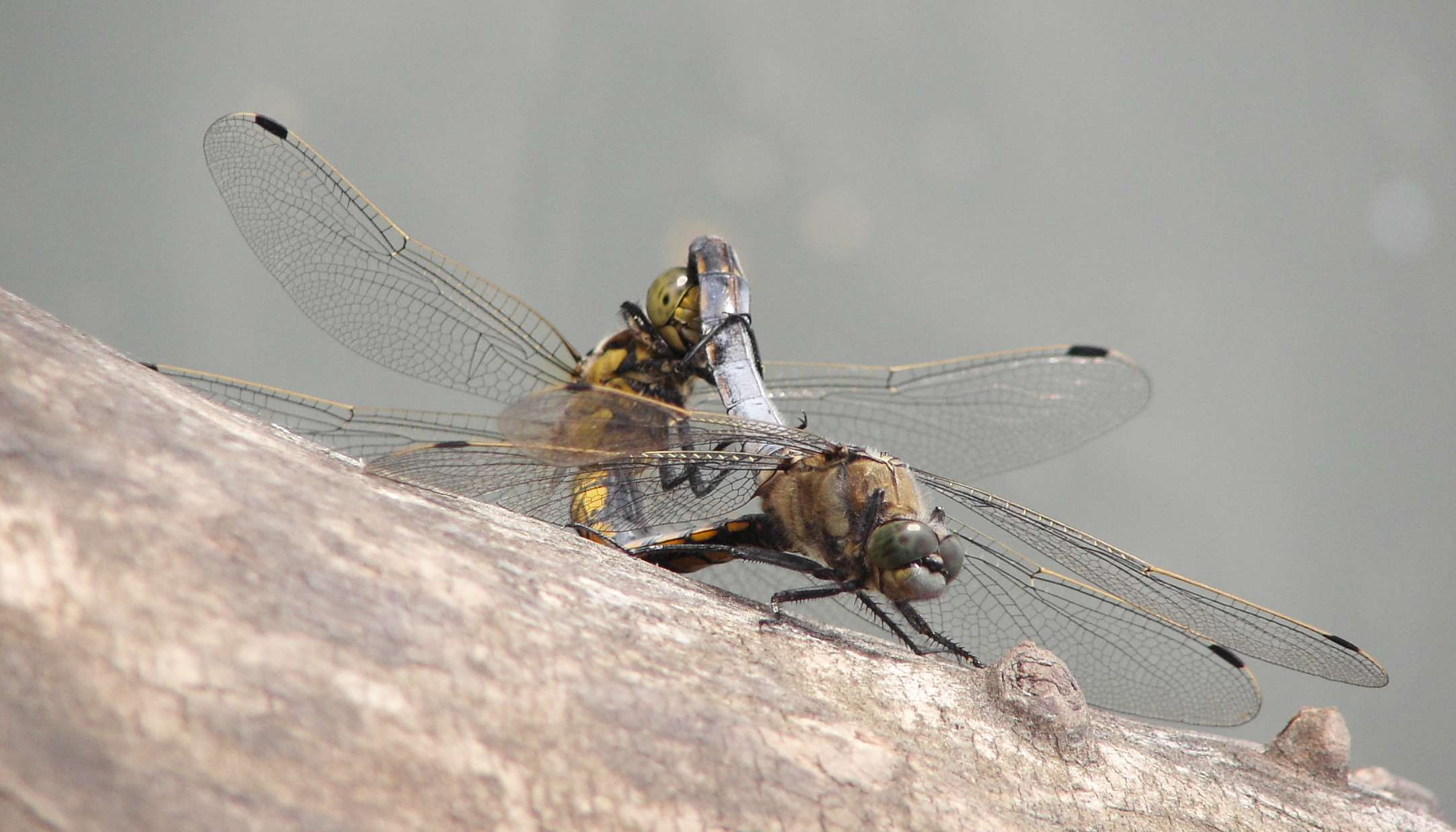
Còpula d'Orthetrum cancellatum

La competència espermàtica és aquella en la qual la mateixa còpula d'un mascle actua impedint que els gàmetes d'altres mascles fecundin a la femella. La competència espermàtica sembla la responsable de les diferències marcades entre els genitals d'espècies molt properes filogenèticament, especialment en insectes, i potser per això posseeixen un fort mecanisme d'especiació. Existeixen nombrosos exemples d'aquest tipus de competència dins del món dels insectes. La libèl·lula Orthetrum cancellatum, per exemple, té una particular forma de reproducció on la femella s'aparella amb diversos mascles no sent immediatament fecundada per cap d'ells i guardant una espermateca al seu interior. Els mascles d'aquesta espècie han desenvolupat en el seu aparell reproductor una estructura preparada per extreure del cos de la femella l'espermateca dels mascles que l'han fecundat amb anterioritat. Una altra espècie similar, Crocethemus erythracea, injecta la seva espermateca amb gran força dins el cos de la femella gràcies a un apèndix especial del seu penis per situar-la per davant de la dels seus competidors.
Hi ha altres exemples dins de les espècies invertebrades que tanquen literalment l'orifici genital femení com passa en el paràsit acantocèfal Moniliformes dubius. La competència per les femelles pot arribar a ser tan gran que el mascle de Xylocoris maculipennis, un hemípter, copula amb altres mascles injectant en els seus teixits esperma que es trasllada fins a les gònades per després arribar a les femelles quan tingui lloc la còpula.
Un cas molt particular de selecció sexual per competència intrasexual podria donar-se, de ser certes les consideracions de certs autors, en les plantes amb flors. Tot i que en línies generals s'accepta que l'evolució dels caràcters sexuals secundaris no tenen res a veure amb factors de competència i, per tant, amb selecció sexual hi ha la possibilitat que si passa d'aquesta manera amb els caràcters sexuals primaris. Segons certes teories al desenvolupament de les flors, la seva variada morfologia, colorit, posició, mida del seu estigma i l'estil podria respondre a la necessitat de les plantes que les posseeixen d'atreure pol·linitzadors. Caràcters com la presència de nèctars i periants cridaners poden haver evolucionat a partir de la competència directa entre uns individus i uns altres per aus i insectes que funcionessin com a vehicle per al pol·len.

### Selecció intersexual

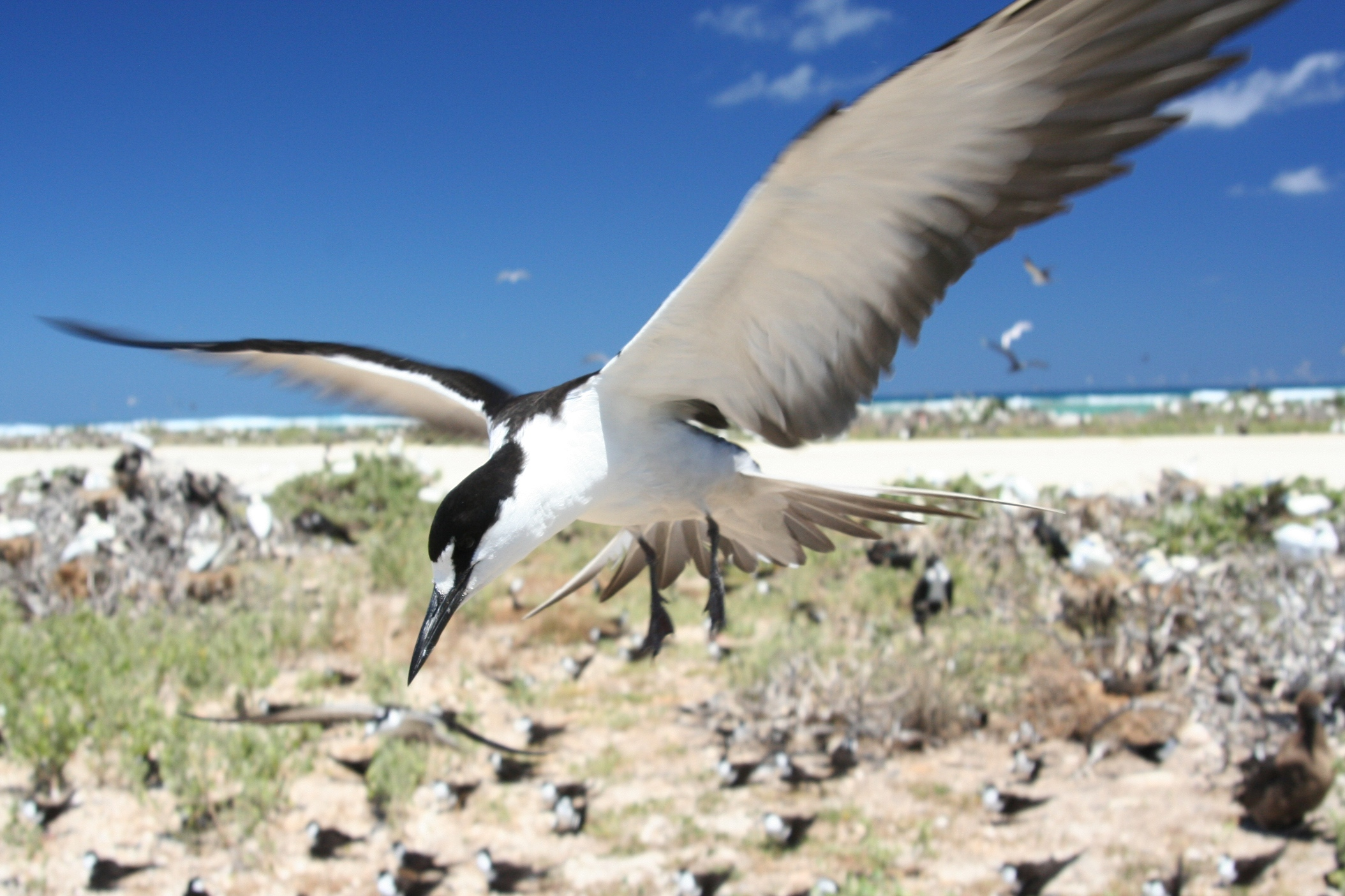
Un xatrac fosc sobrevolant la seva colònia de cria

Atès que per a les femelles el cost de la reproducció és molt més gran que per als mascles, l'elecció d'aquests és molt delicada per a elles. Els criteris que poden tenir aquestes femelles són molt variats. Les femelles d'algunes espècies decideixen quin mascle és més capaç atenent a la capacitat que té aquest de subministrar aliment o un cau. Altres ho fan en funció de la mida d'alguna part del seu cos o de la complexitat de la seva ornamentació com passa amb les femelles del tritó comú i la seva preferència per mascles amb grans crestes dorsals. Aquests criteris tenen una base genètica en tant que suposadament la capacitat dels mascles per a la caça o per a l'elaboració de nius estarà relacionada amb la càrrega genètica d'aquests i aquestes mateixes capacitats seran transmeses a la prole.
La capacitat del parental per subministrar millors recursos a la femella i als seus descendents està estretament relacionada amb la capacitat de supervivència que tindrà la descendència. Es donen casos molt interessants en aus on es relacionen les capacitats del mascle per proporcionar aliments a la femella durant el festeig amb la capacitat que tindrà després per subministrar als seus fills. Passa així amb el xatrac fosc on moltes parelles reproductives en anys anteriors se separen si la femella considera que el mascle ha perdut aquesta capacitat per aconseguir aliment un any concret. Algunes granotes mascles són seleccionades pel seu cant més potent i durador, caràcter que pot estar revelant que l'hàbitat en què viuen -i en el qual es desenvoluparan les seves cries- és més ric, ja que permet al mascle una inversió tan important.

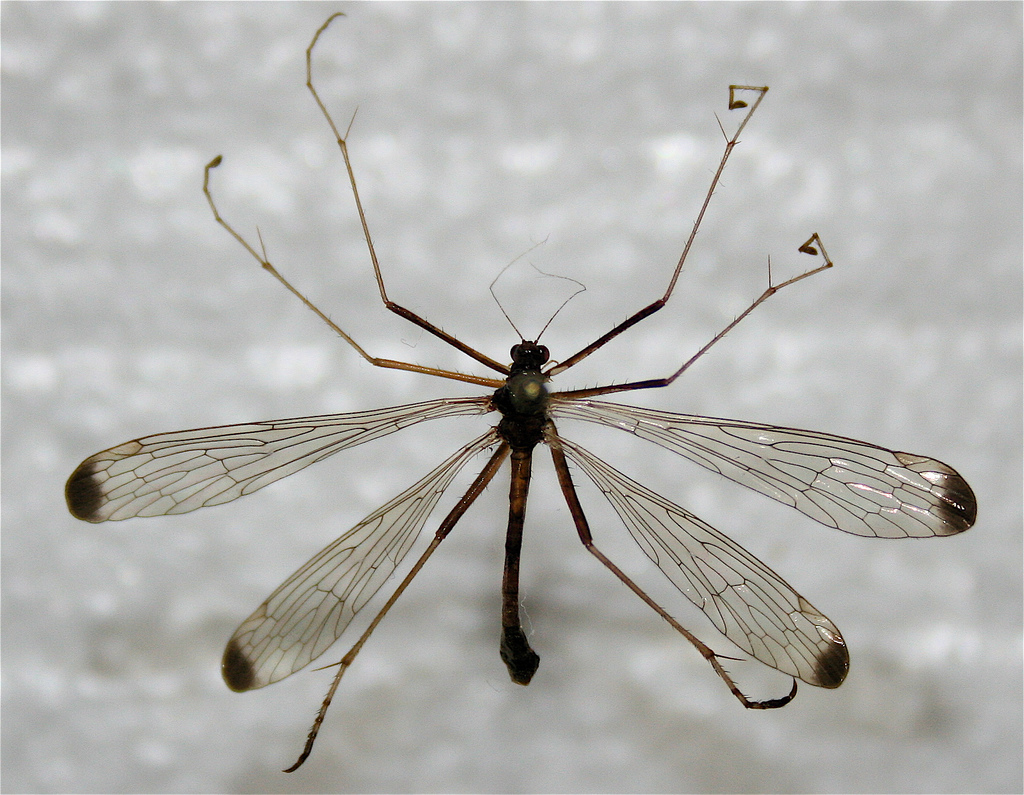
Exemplar de mecòpter Hylobittacus apicalis

Tot i que és, de nou, en invertebrats on es donen els més curiosos exemples d'aquest tipus de selecció. La femella d'Hylobittacus apicalis, seleccionarà per a l'aparellament al mascle que li subministri com a aliment un insecte de major grandària. És més, aquest insecte permetrà que la còpula sigui més llarga -i siguin més els òvuls fecundats- en funció de la mida de la presa. Guanya la femella, ja que podrà transformar l'aliment en ous i guanya el mascle que es reprodueix. Però no sempre es donen aquestes circumstàncies, alguns mascles de Hylobittacus apicalis són capaços de forçar la femella i aparellar-se amb ella sense haver-les portat aliment. Aquesta situació és clarament desfavorable per a la femella que ha de buscar aliment i favorable per al mascle que guanyarà temps respecte a altres congèneres per reproduir-se.
Existeixen també experiments que intenten demostrar la teoria que algunes femelles d'algunes espècies són capaces de triar al mascle amb millor genètica sense cap mena de demostració per part d'aquest, considerant que la millor genètica és aquella que augmenta la capacitat de supervivència dels descendents. En un d'aquests experiments van prendre diverses femelles de la mosca del vinagre i se les va dividir en dos grups. Un d'ells era forçat a aparellar-se amb un únic mascle pres pels investigadors a l'atzar mentre que a l'altre es mostraven a les femelles diversos mascles perquè pogués aparellar-se amb el que consideressin oportú. Posteriorment les cries d'ambdós grups van ser sotmeses a la pressió de depredadors mostrant les d'aquelles femelles que van tenir llibertat per aparellar millor capacitat de supervivència. Teòricament, i suposant que no hagués existit algun tipus de competència intraespecífica entre els mascles, les femelles que van poder triar van prendre als mascles més ben preparats i per això els seus descendents eren capaços de sobreviure a la depredació.

## Caràcters exagerats

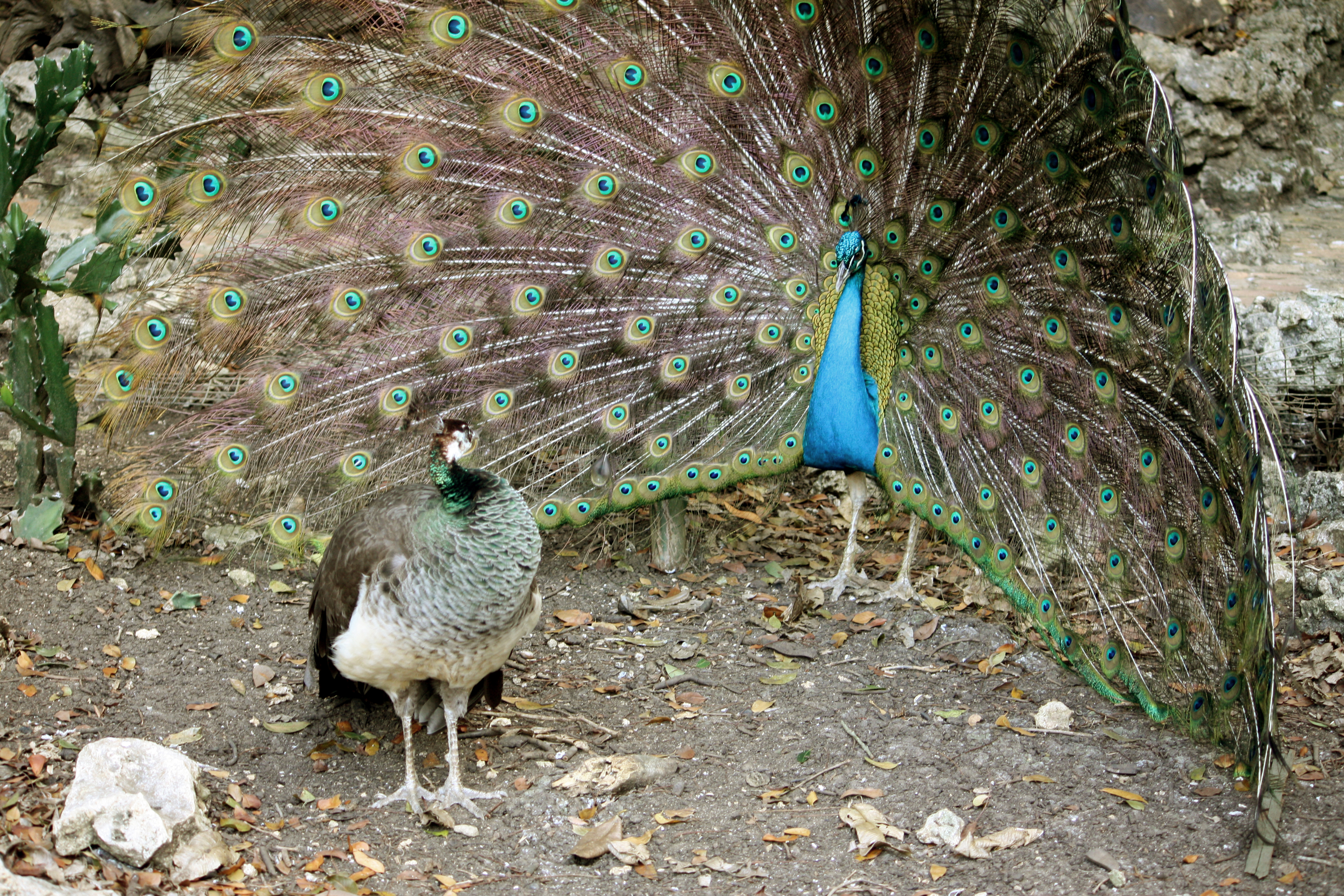
Festeig del paó blau

El desenvolupament en mascles d'elements ornamentals molt elaborats com a caràcters sexuals secundaris és un dels resultats de la selecció sexual, estudiat des de fa anys com l'exemple més representatiu d'aquesta. Moltes d'aquestes característiques es relacionen directament amb la competència intraespecífica, tal és el cas de la mida de banyes i astes utilitzades en combats. En altres ocasions són clars exemples de selecció per part de les femelles de característiques morfològiques en els mascles, com la presència de llargues plomes o colors vistosos. Molts d'aquests adorns poden semblar fins i tot desfavorables per a la supervivència dels mateixos individus que les posseeixen i de la seva descendència per disminuir la seva capacitat de moviments o de mimetisme. El cas paradigmàtic d'adorns corporals sobredesenvolupades es presenta al paó blau on el mascle exhibeix en la seva cua unes llargues plomes amb ocels de color blau metàl·lic. L'estudi de l'evolució d'aquest caràcter va ser part primordial dels primers estudis sobre selecció sexual duts a terme per Charles Darwin a L'origen de l'home. Actualment són dues les teories més importants que s'han proposat per explicar el desenvolupament d'ornaments elaborats per selecció de beneficis genètics, la hipòtesi de Fisher i la hipòtesi de l'hàndicap.

### Fisherian runaway
La hipòtesi de Fisher o Fisherian runaway, desenvolupada per Ronald Fisher, postula que els ornaments elaborats dels mascles són seleccionats per les femelles, simplement, perquè són més atractius per aquestes. Aquesta hipòtesi, també anomenada del bon gen, postula que l'atracció per un determinat caràcter estaria relacionada amb què el tret en qüestió és l'exteriorització d'un genotip superior.

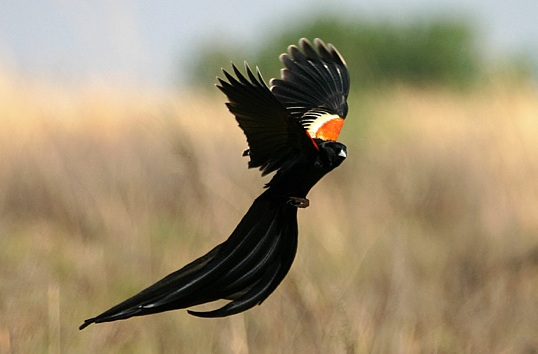
Una viuda cuallarga mostra en el vol l'exagerada cua que té.

La mida de la cua d'algunes aus, per exemple en la viuda cuallarga, pot estar relacionada amb la capacitat de vol d'aquestes. Les femelles al principi seleccionarien al mascle amb la cua més llarga, millor volador, i els seus trets es transmetrien a la seva descendència. D'aquesta manera s'asseguraria la femella tenir descendents amb millors capacitats per al vol: el sistema es retroalimentaria, cues més llargues, més èxit reproductiu, descendents amb la cua més llarga. En les femelles mentrestant l'existència d'un gen que les predisposessin per seleccionar al mascle amb més cua també es veuria beneficiat.
Finalment atès que hi va haver una selecció en les femelles per aparellar-se amb mascles de cua llarga el tret més important a transmetre deixarà de ser l'inicial, la capacitat de vol, per transmetre el tret de ser més atractiu davant les femelles. Així, encara que la grandària de la cua arribi a tal punt que comenci a ser un tret desfavorable per a l'espècie, això ja no tindrà importància. Les femelles de la vídua de cua llarga, predisposades ja a aparellar-se amb mascles atractius, han d'elegir aquests perquè els seus descendents siguin més atractius també davant d'altres femelles independentment de la seva capacitat de vol.

### Principi de l'hàndicap

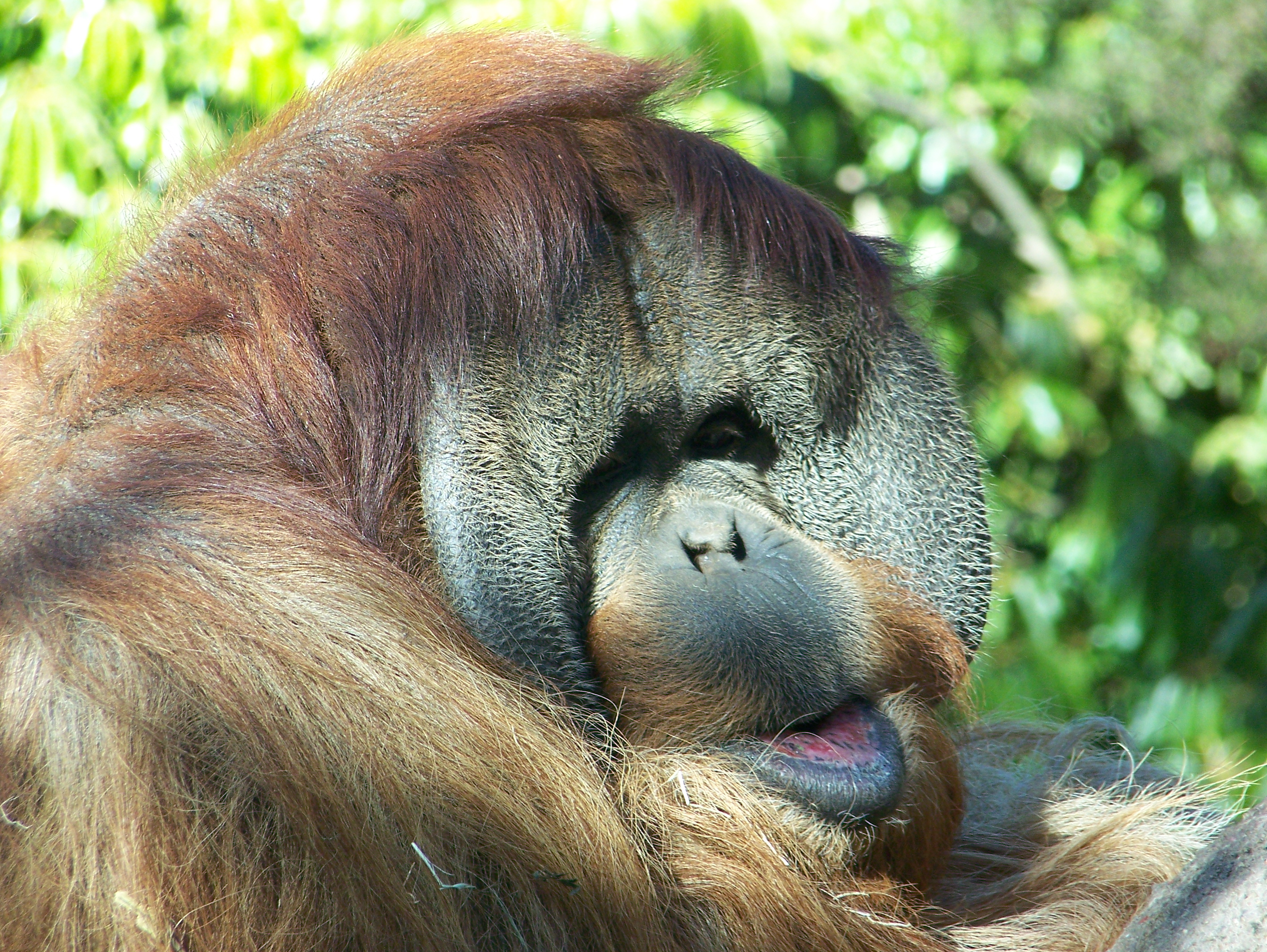
Plecs cutanis facials en un orangutan de Borneo

Per la seva banda, el principi de l'hàndicap, desenvolupat per Amotz Zahavi, postula que algunes femelles seleccionen mascles amb ornaments que suposen un desavantatge en la supervivència precisament perquè són un desavantatge, un hàndicap. En el mateix exemple anterior, un mascle d'au amb una cua molt llarga pot estar més exposat als depredadors que un altre amb la cua més curta. Que aquest mascle es presenti davant la femella demostraria que la seva genètica superior li ha permès, tot i l'hàndicap de la seva cua, sobreviure en perfectes condicions. Aquest mascle seria millor, per tant, que un altre mascle de cua curta que ha tingut més fàcil sobreviure.
Se solen diferenciar dos tipus de hàndicaps. Un d'ells, anomenat hàndicap revelador, mostra que el mascle és fort, ja que viu tot i la tara en contraposició als mascles que no tenen la característica. L'altre tipus, l'hàndicap condicional, mostra que el mascle es troba fort, ja que ha estat capaç de desenvolupar la característica en contraposició a aquells mascles malalts o mal alimentats, que no han pogut desenvolupar la característica. Un exemple puntual d'aquest extrem és que la presència de paràsits en aus té com a principal símptoma extern una menor pigmentació a les plomes. L'autor proposa explicacions basades en la teoria de l'hàndicap per a un gran nombre de situacions de dimorfisme sexual. Un dels casos estudiats és el d'espècies en què els trets expressats suposen una reducció en la visió. Ocorre en determinades espècies de primats, com l'orangutan de Borneo on els amplis replecs cutanis presents al voltant dels ulls dificulten notablement la capacitat d'aquests per relacionar-se amb el seu entorn. Segons les hipòtesis de Zahavi la supervivència d'un mascle amb la visió reduïda posaria de manifest, davant les femelles, una superioritat genètica d'aquest mascle davant d'altres que no tinguessin aquesta tara.

## En els humans
Darwin va conjecturar que trets hereditaris com la falta de pèl, la barba o les diferents característiques fisiològiques dels humans segons la seva geografia són resultat de la selecció sexual. Geoffrey Miller va plantejar la hipòtesi que molts comportaments humans que no estan clarament vinculats als beneficis de supervivència, com ara l'humor, la música, les arts visuals, la creativitat verbal, i algunes formes d'altruisme, són adaptacions de festeig que han estat afavorides per la selecció sexual. En aquest punt de vista, moltes característiques humanes podrien ser considerades subjectes a la selecció sexual com a part d'El fenotip estès. Alguns argumenten que l'evolució de la intel·ligència humana és un tret sexual seleccionat, ja que no conferiria l'aptitud suficient en si mateix en relació als seus alts costos de manteniment.